# あるあるJAPAN
『あるあるJAPAN』（あるあるジャパン）は、TBS系列で放送される特別番組である。

## 概要
2012年4月から9月まで放送された『テベ・コンヒーロ』のあるある回の進化系である。

## 出演者

### MC
- レイザーラモンRG

### アシスタント
- 千原ジュニア

### ゲスト
- 川島邦裕（野性爆弾）
- ケンドーコバヤシ
- 小峠英二（バイきんぐ）
- 後藤輝基（フットボールアワー）
- 博多大吉（博多華丸・大吉）
- FUJIWARA
- 光浦靖子（オアシズ）
- 箕輪はるか（ハリセンボン）
- 吉村崇（平成ノブシコブシ）

### コーナーゲスト
- ザ・たっち
- 山本吉貴
- タケト
- 中本幸一（ツーナッカン）

### ナレーション
- 銀河万丈[2]

## ネット局
| 放送対象地域   | 放送局                | 系列    | 放送日時                      | 遅れ日数   |
| -------------- | --------------------- | ------- | ----------------------------- | ---------- |
| 関東広域圏     | TBSテレビ（TBS）      | TBS系列 | 2013年7月1日 23:58 - 翌0:58   | 制作局     |
| 北海道         | 北海道放送（HBC）     | TBS系列 | 2013年7月1日 23:58 - 翌0:59   | 同時ネット |
| 岩手県         | IBC岩手放送（IBC）    | TBS系列 | 2013年7月1日 23:58 - 翌0:58   | 同時ネット |
| 山形県         | テレビユー山形（TUY） | TBS系列 | 2013年7月1日 23:58 - 翌0:58   | 同時ネット |
| 福島県         | テレビユー福島（TUF） | TBS系列 | 2013年7月1日 23:58 - 翌0:58   | 同時ネット |
| 静岡県         | 静岡放送（SBS）       | TBS系列 | 2013年7月1日 23:58 - 翌0:58   | 同時ネット |
| 石川県         | 北陸放送（MRO）       | TBS系列 | 2013年7月1日 23:58 - 翌0:58   | 同時ネット |
| 愛媛県         | あいテレビ（ITV）     | TBS系列 | 2013年7月1日 23:58 - 翌0:58   | 同時ネット |
| 福岡県         | RKB毎日放送（RKB）    | TBS系列 | 2013年7月1日 23:58 - 翌0:58   | 同時ネット |
| 中京広域圏     | 中部日本放送（CBC）   | TBS系列 | 2013年7月4日 23:58 - 翌0:58   | 3日遅れ    |
| 岡山県・香川県 | 山陽放送（RSK）       | TBS系列 | 2013年7月8日 23:53 - 翌0:53   | 7日遅れ    |
| 長崎県         | 長崎放送（NBC）       | TBS系列 | 2013年7月10日 23:58 - 翌0:58  | 9日遅れ    |
| 新潟県         | 新潟放送（BSN）       | TBS系列 | 2013年7月17日 20:00 - 20:54   | 16日遅れ   |
| 宮城県         | 東北放送（TBC）       | TBS系列 | 2013年7月19日 0:25 - 1:25     | 17日遅れ   |
| 大分県         | 大分放送（OBS）       | TBS系列 | 2013年9月21日 14:00 - 15:00   | 82日遅れ   |
| 青森県         | 青森テレビ（ATV）     | TBS系列 | 2013年9月22日 14:00 - 15:00   | 83日遅れ   |
| 広島県         | 中国放送（RCC）       | TBS系列 | 2013年12月19日 23:58 - 翌0:58 | 171日遅れ  |
| 鳥取県・島根県 | 山陰放送（BSS）       | TBS系列 | 2014年7月1日 0:03 - 1:03      | 364日遅れ  |

## スタッフ
- 構成：興津豪乃[2]、村上洋賢[3]
- TM：高松央
- TD：金澤健一[2]
- CAM：中島文章
- VE：木野内洋
- 音声：渡邉学[3]
- 照明：渋谷康治[3]
- ロケ技術：SWISH JAPAN[2]
- 美術プロデューサー：齊藤傑[2]
- 美術制作：朝川菜美
- 装置：相良比佐夫、佐藤学
- 電飾：澤田稔
- 植木装飾：菊池起矢
- ヘアメイク：アートメイク・トキ
- 音響効果：高島慎太郎、長濱麻衣子
- 編集：関美幸[2]
- MA：市川徹[2]
- CG：ODDJOB[2]
- TK：伊藤佳加[2]
- デスク：松崎由美
- 編成：福田健太郎
- 宣伝：反町浩之
- AD：橋本佑季、佐藤秀幸、蓮沼慶
- AP：新貝元章[2]
- ディレクター：水口健司[3]、佐々木卓也[2]
- 演出 / プロデューサー：藤井健太郎[2]
- 製作著作：TBS